# Stranka hrvatskog prava
Stranka hrvatskog prava je pravaška politička stranka Hrvata u BiH.

## Povijest
Žaleći zbog dosadašnjeg nejedinstva i "napuštanja izvorne pravaške ideje od strane mnogih postojećih pravaških stranaka", pravaši nezadovoljni postojećim stanjem, koji žele biti vjerni "izvornom pravaškom nauku i cilju", pristupaju dana 19. prosinca 2004. godine u Livnu utemeljenju Stranke hrvatskog prava. Osnivač i predsjednik Stranke hrvatskog prava je Ante Matić, ing.el. iz Livna.
Stranka hrvatskog prava za sebe ističe da je hrvatska nacionalna opcija obvezana jedino nacionalnim interesima hrvatskog naroda i njegovim zbiljskim duhovnim i gospodarskim blagostanju. Politička je stranka, odnosno politička udruga koja se utemeljuje da bi jasno i nedvosmisleno promicala u život nauk oca domovine dr. Ante Starčevića i mučenika dr. Eugena Kvaternika, utemeljitelja Stranke prava, socijalni nauk braće Antuna i Stjepana Radića, kao i drugih povijesnih nacionalnih vođa hrvatskog naroda čije je djelovanje utemeljeno na pravaštvu te najnovija znanstvena postignuća na svim poljima ljudskog djelovanja koja su u interesu istinskog napretka cijelog naroda i svakog pojedinca te domovine hrvatskog naroda, "na cijelome njezinu povijesnom prostoru".

## Također pogledajte
- Pravaštvo u Bosni i Hercegovini

## Vanjska poveznica
- /Službena stranačka stranica na svemrežju